# Dangerously in Love
Dangerously in Love is het solo-debuutalbum van de Amerikaanse r&b-zangeres Beyoncé, uitgegeven in juni 2003. Met dit album scoorde Beyoncé met de singles Crazy in Love met Jay-Z en Baby Boy met Sean Paul nummer 1-hits, en top 5-hits als Naughty Girl en Me, Myself and I. Ze heeft hiermee ook een Grammy gewonnen.

## Tracklist
| Nr.                  | Titel                                                | Schrijvers                                                                                         | Producers                                         | Duur |
| -------------------- | ---------------------------------------------------- | -------------------------------------------------------------------------------------------------- | ------------------------------------------------- | ---- |
| 1.                   | "Crazy in Love"                                      | Beyoncé Knowles, Rich Harrison, Shawn Carter, Eugene Record                                        | Harrison, Knowles                                 | 3:56 |
| 2.                   | "Naughty Girl"                                       | Knowles, Scott Storch, Robert Waller, Angela Beyincé, Pete Bellotte, Giorgio Moroder, Donna Summer | Storch, Knowles                                   | 3:29 |
| 3.                   | "Baby Boy" (met Sean Paul)                           | Knowles, Storch, Sean Paul Henriques, Waller, Carter                                               | Storch, Knowles                                   | 4:05 |
| 4.                   | "Hip Hop Star" (met Big Boi en Sleepy Brown)         | Knowles, Bryce Wilson, Makeda Davis, Antwan Patton, Carter                                         | Knowles, Wilson                                   | 3:43 |
| 5.                   | "Be With You"                                        | Knowles, Harrison, Beyincé, Shuggie Otis, George Clinton, Jr., William Collins, Gary Cooper        | Harrison, Knowles                                 | 4:20 |
| 6.                   | "Me, Myself and I"                                   | Knowles, Storch, Waller                                                                            | Storch, Knowles                                   | 5:01 |
| 7.                   | "Yes"                                                | Knowles, Bernard Edwards, Jr., Carter                                                              | Knowles, Focus...                                 | 4:19 |
| 8.                   | "Signs" (met Missy Elliott)                          | Missy Elliott, Nisan Stewart, Craig Brockman                                                       | Elliott, Brockman, Stewart                        | 4:58 |
| 9.                   | "Speechless"                                         | Knowles, Andreao Heard, Sherrod Barnes                                                             | Knowles, Andreao "Fanatic" Heard, Barnes, Beyincé | 6:00 |
| 10.                  | "That's How You Like It" (met Jay-Z)                 | Delroy "D-Roy" Andrews, Brian Bridgeman, Carter, Randy DeBarge, Eldra DeBarge, Etterlene Jordan    | D-Roy, Mr. B, Knowles                             | 3:39 |
| 11.                  | "The Closer I Get to You" (duet met Luther Vandross) | James Mtume, Reggie Lucas                                                                          | Nat Adderley, Jr.                                 | 4:58 |
| 12.                  | "Dangerously in Love 2"                              | Knowles, Errol McCalla, Jr.                                                                        | Knowles, Errol "Poppi" McCalla, Jr.               | 4:53 |
| 13.                  | "Beyoncé Interlude"                                  | Knowles                                                                                            | Knowles                                           | 0:16 |
| 14.                  | "Gift from Virgo"                                    | Knowles, Otis                                                                                      | Knowles                                           | 2:45 |
| 15.                  | "Daddy"                                              | Knowles, Mark Batson                                                                               | Knowles, Batson                                   | 4:57 |
| Totale lengte: 60:52 |                                                      | |                                                   |      |

Europese, Latijns-Amerikaanse en Australische editie
| Nr. | Titel                                    | Schrijvers                                                                        | Producers       | Duur |
| --- | ---------------------------------------- | --------------------------------------------------------------------------------- | --------------- | ---- |
| 1.  | "Work It Out"                            | Beyoncé Knowles, Pharrell Williams, Chad Hugo                                     | The Neptunes    | 4:06 |
| 2.  | "'03 Bonnie & Clyde" (Jay-Z met Beyoncé) | Carter, Kanye West, Prince, Darryl Harper, Rick Rouse, Tupac Shakur, Tyrone Wrice | West            | 3:25 |
| 3.  | "Daddy" (verborgen track)                | Knowles, Batson                                                                   | Knowles, Batson | 4:57 |

## Prijzen
Grammy Awards:
- "Best Female R&B Vocal Performance" voor "Dangerously in Love 2"
- "Best R&B Performance by a Duo or Group with Vocals" voor "The Closer I Get to You" (shared with Luther Vandross)
- "Best R&B Song" for "Crazy in Love" (featuring Jay-Z)
- "Best Contemporary R&B Album"
- "Best Rap/Sung Collaboration" voor "Crazy in Love" (featuring Jay-Z)